# Babel (bande dessinée, Ange)
Pour les articles homonymes, voir Babel.
Babel est une série de bande dessinée d'Ange (scénario) et Alain Janolle (dessin) lancée dans le mensuel Lanfeust Mag puis publiée en albums entre 2005 et 2007 par Soleil. 
En avril 2015, Ange et Janolle lancent un financement participatif sur Ulule en vue de rééditer en un volume les deux albums parus dix ans plus tôt. La souscription atteint son objectif.

## Synopsis
Idaho, USA. Joshua vient d'apprendre le décès de son père. 
Il fait alors la rencontre du Major Ktull, un de ses anciens collègues qui lui révèle par accident la véritable nature du travail son père : Douanier, oui, mais galactique ! 
Redevable envers le fils de son ami, Ktull accepte de lui révéler les secrets de l'Alliance et de le conduire sur Babel, siège et capitale de l'univers fédéré. 
Mais tout se précipite. Une importante mission attend le Major pour sauver une planète et peut-être même plus. Immergé dans une aventure qui mêle politique et économie galactique, Joshua devra bientôt faire face à des personnalités et des événements sans précédent.

## Albums
- Babel, Soleil :

1. Le Chemin des étoiles, (2005)  (ISBN 2-84565-866-4)[3].
2. Au-delà de l'horizon, (2007)  (ISBN 978-2-84946-901-9)[4].

- Babel : L'Intégrale, auto-édition, 2016. Accompagné d'un carnet de 52 pages[5].